# 제37회 골든 래즈베리상
제37회 골든 래즈베리상은 2016년 영화를 대상으로 2017년 2월에 열린 시상식이다.

## 수상 및 후보

### 최악의 작품상
- 힐러리스 아메리카: 더 시크릿 히스토리 오브 더 데모크레틱 파티 - 디네시 디수자 외 1명 수상
- 배트맨 대 슈퍼맨: 저스티스의 시작 - 잭 스나이더
- 오 마이 그랜파 - 댄 마저
- 갓 오브 이집트 - 알렉스 프로야스
- 인디펜던스 데이: 리써전스 - 롤랜드 에머리히
- 쥬랜더 리턴즈 - 벤 스틸러

### 최악의 남우주연상
- 힐러리스 아메리카: 더 시크릿 히스토리 오브 더 데모크레틱 파티 - 디네시 디수자 수상
- 배트맨 대 슈퍼맨: 저스티스의 시작 - 벤 애플렉
- 갓 오브 이집트 - 제라드 버틀러
- 배트맨 대 슈퍼맨: 저스티스의 시작 - 헨리 카빌
- 오 마이 그랜파 - 로버트 드 니로
- 쥬랜더 리턴즈 - 벤 스틸러

### 최악의 여우주연상
- 힐러리스 아메리카: 더 시크릿 히스토리 오브 더 데모크레틱 파티 - 베키 터너 수상
- 닌자터틀 : 어둠의 히어로 - 메간 폭스
- 부! 마디아 할로윈 - 타일러 페리
- 마더스 데이 - 줄리아 로버츠
- 다이버전트 시리즈: 얼리전트 - 나오미 왓츠
- 다이버전트 시리즈: 얼리전트 - 쉐일린 우들리

### 최악의 남우조연상
- 배트맨 대 슈퍼맨: 저스티스의 시작 - 제시 아이젠버그 수상
- 스노든 - 니콜라스 케이지
- 거울나라의 앨리스 - 조니 뎁
- 쥬랜더 리턴즈 - 윌 페렐
- 수어사이드 스쿼드 - 자레드 레토
- 쥬랜더 리턴즈 - 오웬 윌슨

### 최악의 여우조연상
- 쥬랜더 리턴즈 - 크리스틴 위그 수상
- 오 마이 그랜파 - 줄리안 허프
- 마더스 데이 - 케이트 허드슨
- 오 마이 그랜파 - 오브리 플라자
- 블랙의 50가지 그림자 - 제인 세이모어
- 인디펜던스 데이: 리써전스 - 셀라 워드

### 최악의 감독상
- 힐러리스 아메리카: 더 시크릿 히스토리 오브 더 데모크레틱 파티 - 디네시 디수자 외 1명 수상
- 인디펜던스 데이: 리써전스 - 롤랜드 에머리히
- 부! 마디아 할로윈 - 타일러 페리
- 갓 오브 이집트 - 알렉스 프로야스
- 배트맨 대 슈퍼맨: 저스티스의 시작 - 잭 스나이더
- 쥬랜더 리턴즈 - 벤 스틸러

### 최악의 각본상
- 배트맨 대 슈퍼맨: 저스티스의 시작 수상
- 오 마이 그랜파
- 갓 오브 이집트
- 힐러리스 아메리카: 더 시크릿 히스토리 오브 더 데모크레틱 파티
- 인디펜던스 데이: 리써전스
- 수어사이드 스쿼드

### 최악의 리메이크상
- 배트맨 대 슈퍼맨: 저스티스의 시작 수상
- 거울나라의 앨리스
- 블랙의 50가지 그림자
- 인디펜던스 데이: 리써전스
- 닌자터틀 : 어둠의 히어로
- 쥬랜더 리턴즈

### 최악의 커플상
- 배트맨 대 슈퍼맨: 저스티스의 시작 - 벤 애플렉 & 그의 BFF (Baddest Foe Forever) 헨리 카빌 수상
- 갓 오브 이집트 - 2명의 이집트신, 혹은 사람 아무나
- 거울나라의 앨리스 - 조니 뎁 & 그의 토 나올만큼 유쾌한 의상
- 콜래트럴 뷰티 - 한때는 연기자로 인정받았던 모든 출연진들
- 부! 마디아 할로윈 - 타일러 페리 & 낡아 빠지고 진부한 가발
- 쥬랜더 리턴즈 - 벤 스틸러 & 그의 BFF (Barely Funny Friend) 오웬 윌슨

## 같이 보기
- 제89회 아카데미상
- 제70회 영국 아카데미 영화상
- 제74회 골든 글로브상
- 제23회 미국 배우 조합상